# Шелдонівський театр
Шелдонівський театр, або Шелдонський (англ. Sheldonian Theatre), — розташований в Оксфорді, Англія, був побудований з 1664 по 1669 роки за проєктом Крістофера Рена для Оксфордського університету. Будівлю названо на честь Ґілберта Шелдона, тодішнього ректора університету та головного фінансового спонсора проєкту. Вона використовується для музичних концертів, лекцій й університетських церемоній, але не для драми, аж поки 2015 року Драматичне товариство коледжу Крайст-Черч поставило «The Crucible» Артура Міллера.

## Побудування

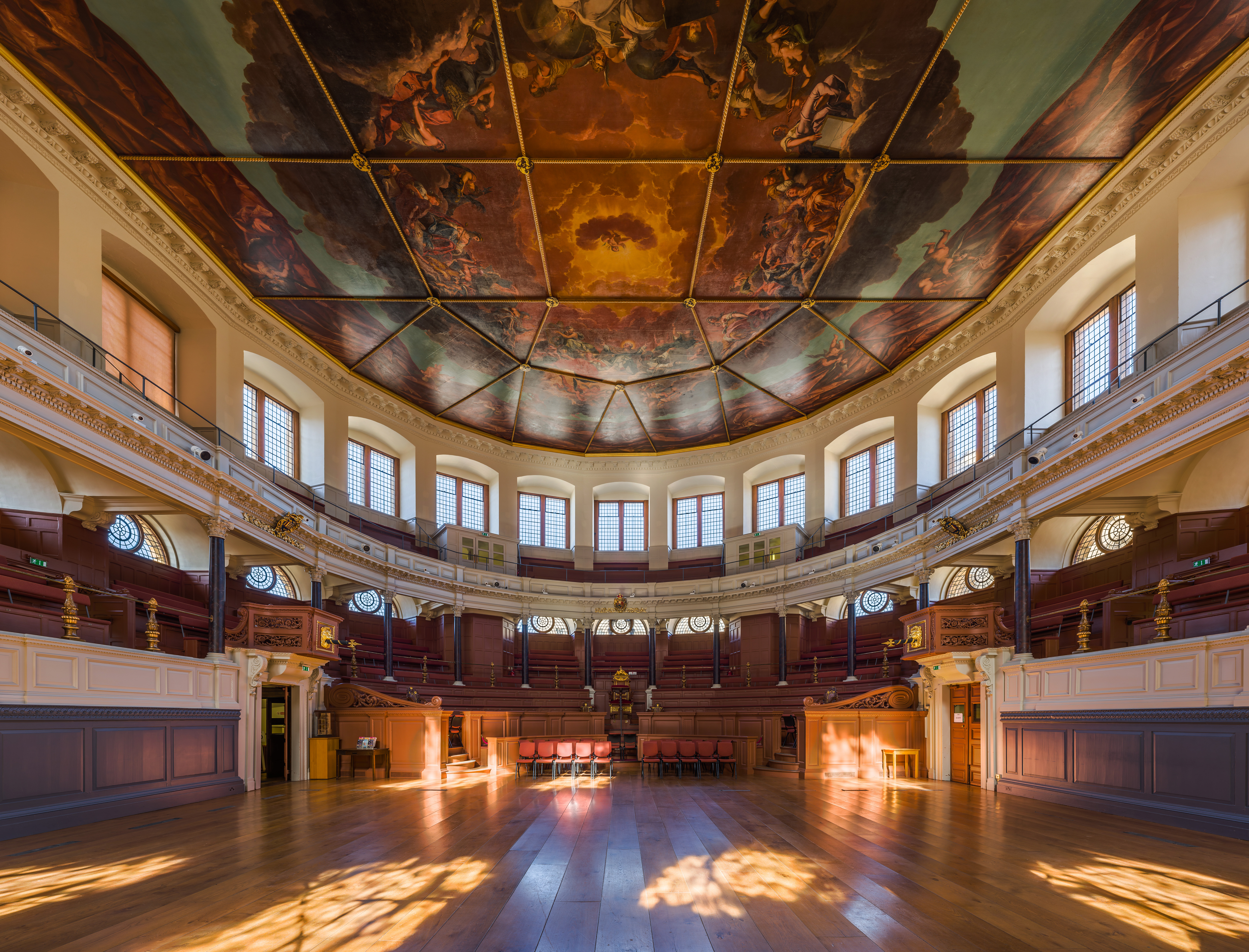
Інтер'єр

Шелдонівський театр став другою роботою Рена, замовленою Ґілбертом Шелдоном, архієпископом Кентерберійським. Із реставрацією монархії Стюартів, а разом з цим і з відновленням Англіканської церкви, Дін Фелл, віце-канцлер університету, прагнув відродити проєкт, запропонований у 1630-х роках покійним Вільямом Лодом, архієпископом Кентерберійським: окрема будівля, особливе призначення якої стануть церемонії вручення дипломів.
У минулому такі важливі заходи відбувалися в університетській церкві Святої Марії Діви Марії на Гай-стріт.
| | Уявлення того, що «жертва порівно приноситься Богу й Аполлону» в тому ж місці, де шана була належна Богові й одному лише Богові, було настільки ж огидним для Фелла і його колег, як і для Лода. Оригінальний текст (англ.) The notion that 'sacrifice is made equally to God and Apollo', in the same place where homage was due to God and God alone, was as repugnant to Fell and his colleagues as it had been to Laud |
| — Адріан Тіннісвуд, His Invention So Fertile: A Life of Christopher Wren (Oxford University Press, 2001), p. 102 | |

З таким поглядом вони звернулися до тодішнього архієпископа Кентерберійського Ґілберта Шелдона за його благословенням, допомогою і пожертвуванням. Шелдон був готовий на це. Спочатку він виділив значну суму 1000 фунтів стерлінгів (переводячи на сьогодні — £156 422) і пообіцяв зібрати необхідні гроші у спонсорів-однодумців. Однак йому не пощастило, і зрештою він сам профінансував майже всі 14470 фунтів стерлінгів (£2 263 433 сьогодні) за епоху, коли заробітна плата ремісника середньої ланки зазвичай становила від 2 до 4 фунтів стерлінгів на рік.
Початкові проєкти Рена для Шелдонівського театру, ймовірно, включали просценіум, який зрештою виключили. Архітектурний стиль будівлі чітко відображав готичне минуле, що процвітало пару століть до того. За словами сина Рена, батько спроєктував Шелдонівський театр на основі ритини Серліо XVI століття із зображенням D-подібного театру Марцелла, зведеного у Римі першого століття до нашої ери.
Як і будь-який середземноморський театр того часу, Театр Марцелла не мав даху — у негоду глядачі покладалися на тимчасовий брезентовий навіс, підтримувані мережею шнурів. Але англійський Оксфорд XVI століття не був стародавнім теплим Римом, тож Театр потребував стаціонарного даху. Проліт D-подібного даху становив понад 21 м (70 футів). Однак не існувало дерев'яних балок достатньої довжини, щоб покрити цю відстань, а Рен відхилив очевидне рішення у вигляді готичного даху, що спершу очікували як Шелдон, так і керівництво університету. Натомість він — хороший фізик і математик — виключає несучі колони, аби уникнути порушення загальної композиції, і вирішує використати так звані «ферми» — сітку композитних балок, зчеплені за рахунок простих вертикальних сил. Він спирався на розроблення оксфордського професора Джона Волліса.

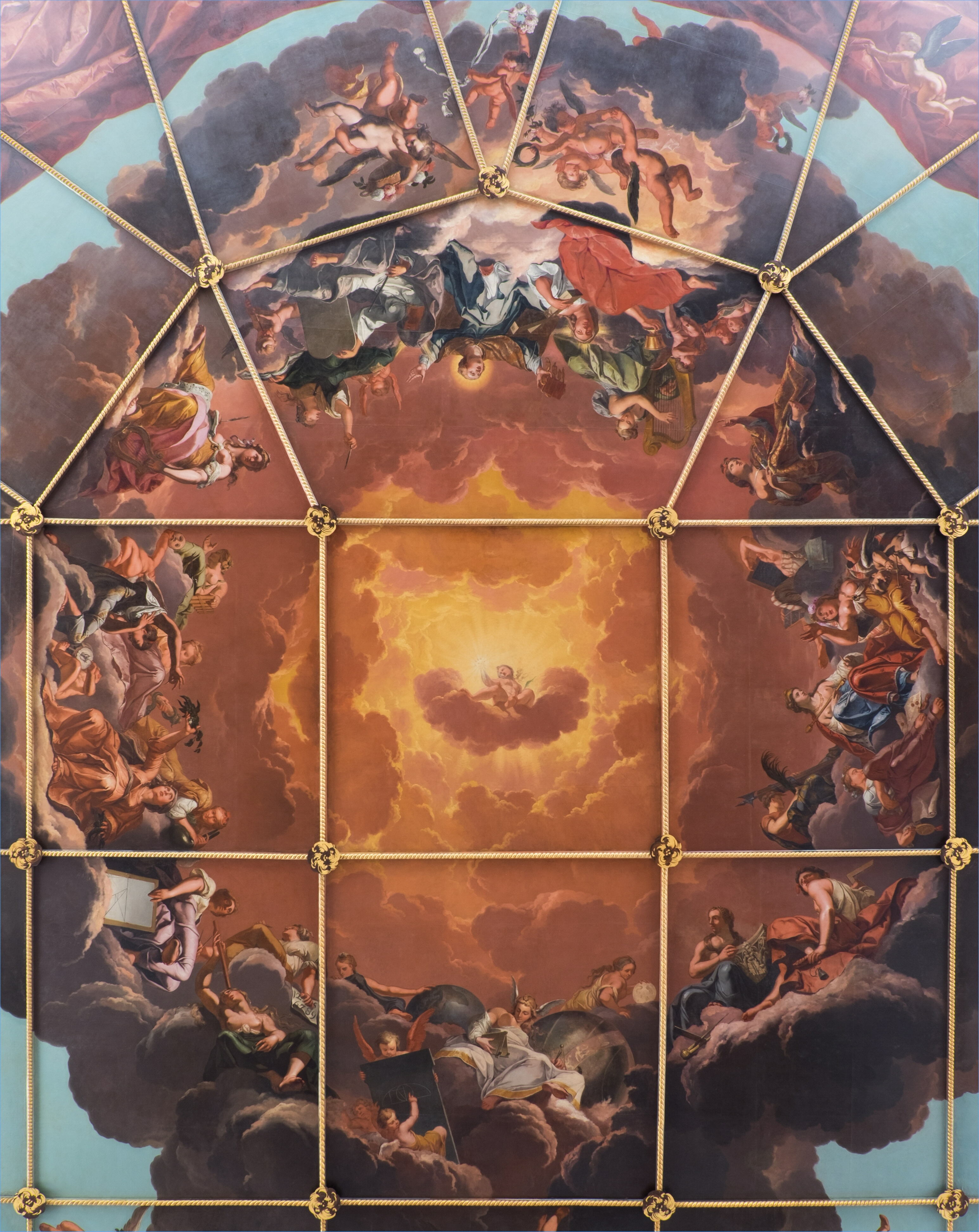
Стельова фреска Роберта Стрітера

У листопаді 2008 року було завершено чотирирічний проєкт з відновлення стельової фрески. Тридцять дві панелі маслом на полотні, написані придворним художником короля Карла II Робертом Стітером було знято й збережено. В рамках процесу консервації на панелях замінили облицювання, залатали дірки в полотні та видалили надлишкову фарбу. Алегорична історія, зображена на картинах, показує, як Істина сходить на Мистецтво й Науки, торжествуючи над невіглаством і виганяючи його з Університету.

## Будівля
Театр має випнутий восьмигранний купол у центрі даху, на який можна потрапити сходами, що ведуть до самого купола над основною стелею. Купол має великі вікна з усіх боків, з яких відкривається вид на середмістя Оксфорда, і є доступний для відвідувачів.
Театр використовується для музичних сольних концертів, лекцій (таких як щорічна Лекція імені Джорджа Романеса), конференцій та різних церемоній, що проводяться університетом (таких як випускний і зарахування). Гендель диригував тут першим виконанням своєї третьої ораторії «Аталія» 1733 року. Сьогодні у театрі регулярно відбуваються виступи місцевих музичних гуртів, зокрема Oxford Philomusica і Stornoway. Останні стали першим поп-гуртом, що виступив у космосі, до котрого долучився студентський Оксфордський оркестр тисячоліття задля випуску їхнього першого синґлу 2009 року, а потім удруге, щоб відсвяткувати випуск їхнього третього LP 2014 року.
Будівля вміщує від 800 до 1000 чоловік і знаходиться на території ділянки Бодліанської бібліотеки, що примикає до Брод-стріт. Зліва попереду від входу знаходиться будівля Кларендон, а праворуч — Оксфордський музей історії науки, також відомий на місці як Стара Ешмолівська будівля. За Шелдонівським театром знаходиться Оксфордська школа богослов'я.
Театр є пам'яткою архітектури Сполученого Королівства І ступеня, а вперше був доданий до списку 12 січня 1954 року.
Театр займає чільне місце у романі Макса Бірбома 1911 року «Зулейка Добсон» і використовувався замість Гарварда у фільмі 1980 року «Брама небесна».

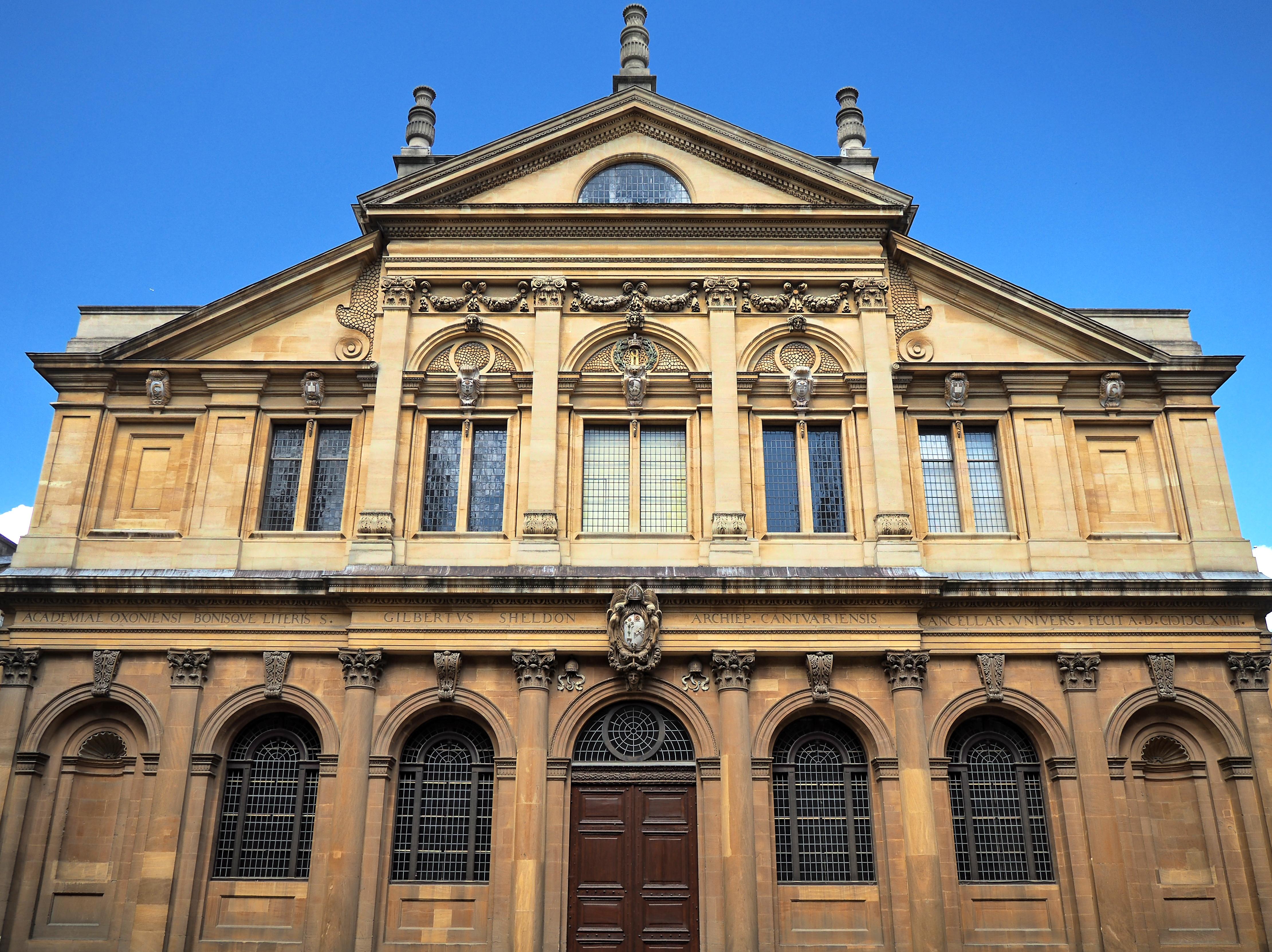
Фасад
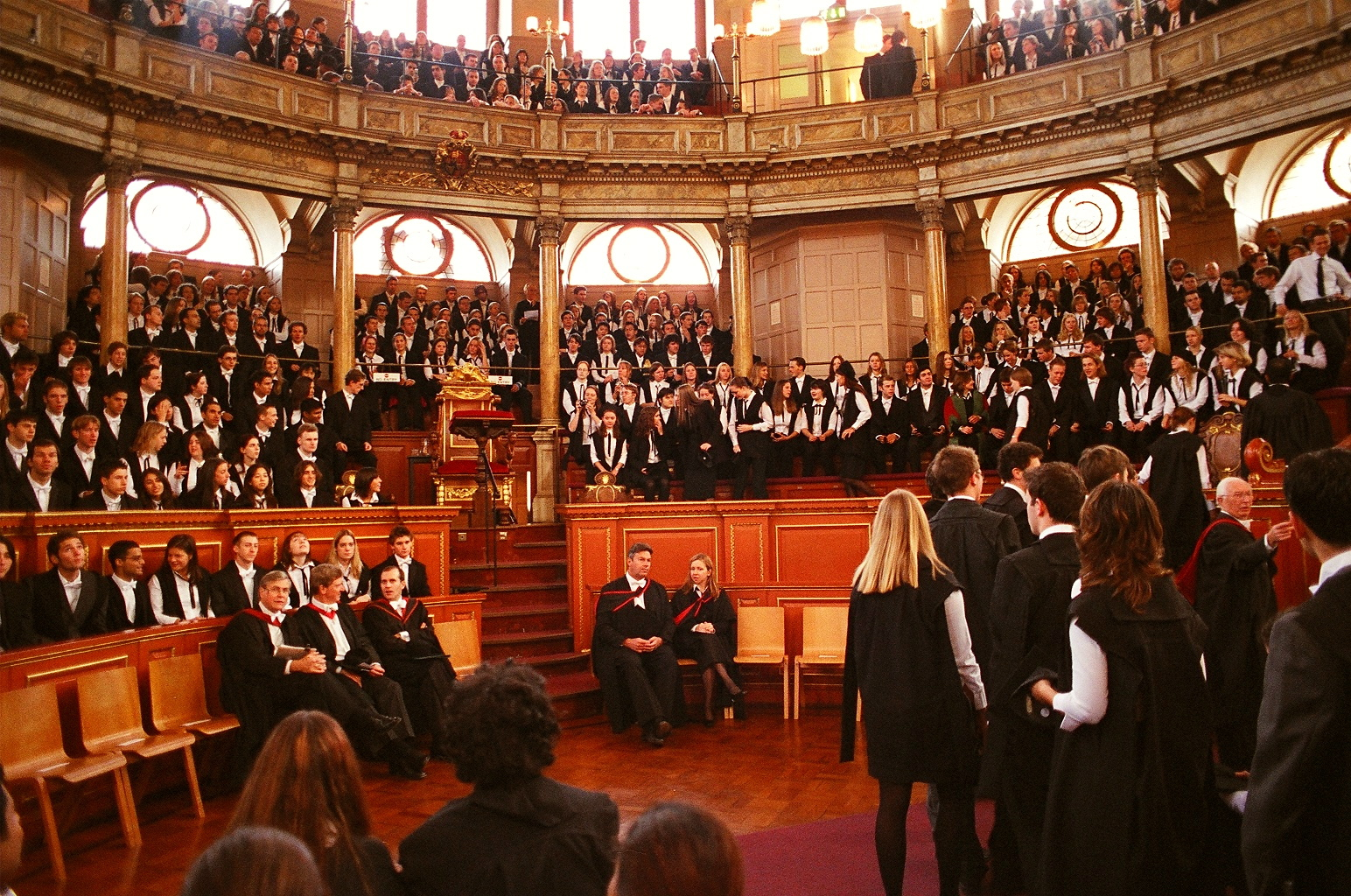
Інтер'єр перед церемонією імматрикуляції, 2003 рік
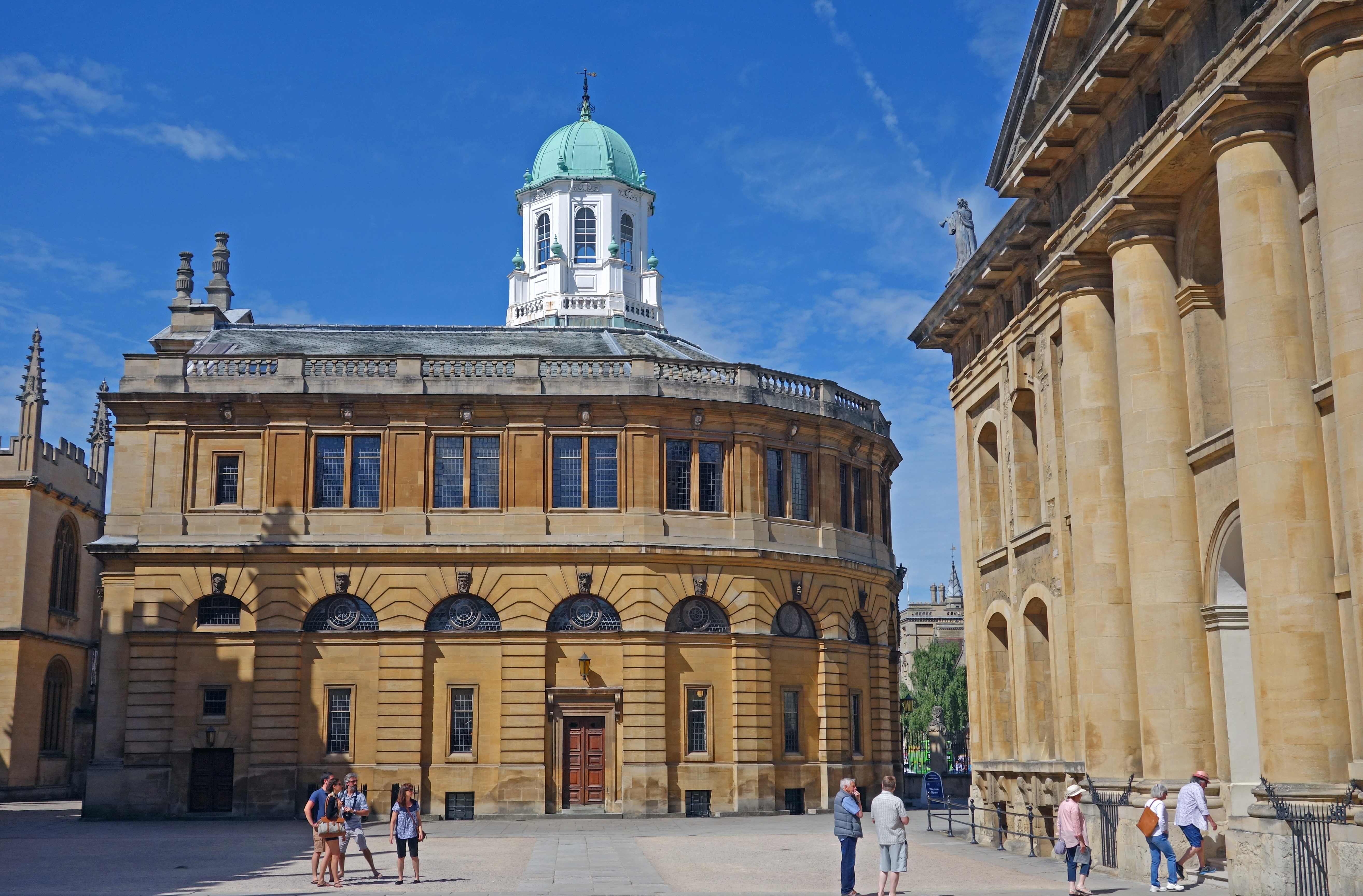
Вид зі східної вулиці Катте-стріт, за будинком Кларендон.